# مقاطعة قوشتبه
مقاطعة قوشتبه هي تقسيم إداري في ولاية فرغانة في أوزبكستان. مركزها مدينة لنغر.